# Гигантский шильбовый сом
Гигантский шильбовый сом (лат. Pangasianodon gigas) — вид лучепёрых рыб из семейства пангасиевых, распространенный в бассейне реки Меконг в Юго-Восточной Азии, где известен под местным названием «плабиик».
Встречается в низовьях реки Меконг, а также реки Тонлесап и озера Тонлесап в Камбодже.
Максимальная длина тела 3 м, а масса 350 кг, продолжительность жизни до 10 лет.
Крупнейший пойманный экземпляр, с начала регулярных замеров рыбы с 1981 года, достигал в длину 2,7 м и веса 293 кг. Эта рыба была поймана в 2005 году и признана крупнейшей пойманной человеком пресноводной рыбой, в то же время её размер уступает крупнейшим осетровым.
При рыбалке на озере Бунг Сам Лэн в Бангкапи, Бангкок можно поймать экземпляры до 140 кг, но чаще это рыба весом до 18 кг. Меконгского сома можно увидеть и в реке Чаопрайя, во время кормления рыб у храмов Бангкока.
Находится под угрозой исчезновения в связи с интенсивным рыболовством в этих местах и ухудшения качества вод в связи с постройкой плотины на реке Меконг. Включен в Красную книгу МСОП. Есть данные, что за последние 20 лет популяция рыб этого вида сократилась на 80 процентов
Внесён в списки приложения CITES, регулирующие международную торговлю в том числе и данным видом.
Согласно «The Anthropologists' Cookbook» (1977) Дж. Купер, в былые времена эта рыба была распространена в регионе и весьма почиталась местными жителями, но затем её численность сильно сократилась.
Лов этой рыбы в Таиланде, Камбодже и Лаосе в природных условиях запрещен, но есть мнение, что в регионе существует вылов браконьерами.
Департамент рыболовства Таиланда планирует программу разведения рыбы.